# Thailand Board of Investment
Das Thailand Board of Investment (BOI), ist eine staatliche Agentur mit der Aufgabe, Investitionen in Thailand, über monetären Anreizen, zu fördern. Das BOI untersteht dem Industrieministerium direkt. Der Hauptsitz befindet sich in Bangkok. Das BOI hat darüber hinaus weltweit Niederlassungen, so auch in Deutschland.

## Allgemeines
Es stellt als praxisorientierte Anlaufstelle für thailändische und internationale Unternehmen Informationen und Dienstleistungen für Investitionsmöglichkeiten in Thailand zur Verfügung und bietet ein breites Spektrum an Fördermitteln und -maßnahmen.
Nach seinem bisher aktuellen Konzept legt das BOI seinen Schwerpunkt auf die produzierende Wirtschaft und gleichmäßiger Förderung verschiedener Bereiche. Die Höhe der Steuernachlässe (und Steuerbefreiungen bis zu 8 Jahren) werden grundsätzlich an die Region gebunden, in der die Investition erfolgen soll. Daneben erhalten (fast) alle BOI-geförderten ausländischen Gesellschafter die Genehmigung, 100 % der Gesellschaftsanteile zu halten, Land zum Volleigentum zu erwerben und einen erleichterten Zugang zu einer Foreign Business Licence sowie zu Arbeitserlaubnissen für ausländische Spezialisten (ohne die sonst – nach geltenden investitionsrechtlichen Bestimmungen – grundsätzlich erforderlichen 2 Mio. THB (ca. 40.000 EUR) voll eingezahltem Stammkapital sowie den obligatorischen vier thailändischen Arbeitnehmer pro Arbeitserlaubnis).
In den letzten 15 Jahren gab es keine grundlegende Überarbeitung der wesentlichen Förderrichtlinien. Im Jahr 2013 wird sich dies ändern. Das BOI hat im Januar 2013 nach umfassenden Analysen der wirtschaftlichen Situation Thailands und der regionalen Rahmenbedingungen seine neue Fünf-Jahres-Strategie zur Investitionsförderung (5-Years Investment Promotion Strategy) vorgestellt. Diese wird bis Jahresende 2013 umgesetzt werden und bedeutet eine Abkehr von dem bisherigen Konzept. Im Rahmen dessen setzt das BOI nunmehr neue Schwerpunkte und wird 10 Kernindustrien differenzierter fördern. Um Investoren eine Anspassung an diese Änderungen der Policy in einer Übergangsphase zu ermöglichen, werden diese neuen Richtlinien erst ab dem 1. Januar 2015 in Kraft treten.